# Operacija Draufgänger
Operacija Draufgänger (njem. Odvažan), u Jugoslaviji se nazivala i Andrijevička operacija, njemačka je operacija okruživanja koja se odvijala od 18. do 26. srpnja 1944. godine, u širem prostoru Andrijevice.

## Povod operaciji
U prvoj polovici srpnja tu se prikupljala Operativna grupa divizija NOV-a (2., 5. i 17.), sa zadatkom prodranja u Toplicu i Jablanicu i da sa srpskim jedinicama potakne oslobodilačku borbu u Srbiji. Druga divizija nalazila se na položajima: 2. brigada (br.) od rijeke Zlorečice do Goleša, zatvarajući pravac Čakor — Andrijevica, 4. br. od Ostožera do Gradine, zatvarajući pravce od Turjaka i Vrbice, talijanska brigada Garibaldi kod sela Štitara, a 3. br. u pričuvi kod Berana (Ivangrad). Između 2. i 4. br. kod Kaludre, nalazila se bojna 9. br. 3. divizije, a 7. br te divizije kod sela Bioča. 5. divizija bila je na položajima od Bijelog Polja do Brodareva 4. i 1. br., a 10. br kod sela Šahovića. 17. divizija pristigla je 18. srpnja na prostor sela Graba. Primijetivši prikupljanje jedinica NOV, Nijemci su pokušali  iznenadnim i obuhvatnim napadom razbiti Operativnu grupu divizija i odbaciti je iz doline Lima na zapad. U toj operaciji njemačkim snagama zapovijedao je stožer V. SS gorskog korpusa sa sjedištem u Raškoj. 

## Tijek operacije

###### 18. srpnja
Napad Nijemaca počeo je 18. srpnja kada su 21. SS divizija Skenderbeg, borbena grupa Strippel i 14. pukovnija 7. SS divizije Prinz Eugen upućeni pravcem: Murino — Andrijevica — Berane, borbena grupa Bendl pravcen: Turjak — Berane, a legija Krempler pravcem Bioče — Berane. Radi vezivanja jedinica NOV u dolini Lima od Bijelog Polja do Priboja, Nijemci su od Sjenice i Nove Varoši angažirali prema Brodarevu i Bijelom Polju 2 bojne pukovnije Brandenburg i dijelove 5. SS policijske pukovnije, a prema Priboju dijelove bugarske 24. divizije i četnički 4. jurišni korpus. U početku su 2. i 4. br. 2. divizije bile uvučene u teške obrambene borbe. Iskoristivši razvučeni raspored, 2. br, 21. SS divizije i 14. pukovnija 7. SS divizije izvršili su prodor kod Murinoa i ugrozili Andrijevicu. Da bi se ograničio njihov prodor, po 2 bojne 5. i 9. br. 3. divizije upućene su iz Kolašina u prostor Andrijcvice.

###### 19. i 20. srpnja
U zoru 19. srpnja Nijemci su zauzeli Andrijevicu, potisnuli dijelove 2. i 9. br. do sela Prisoja, te 20. srpnja nastavili napad prema Beranima i do 21. srpnja odbacili 2. diviziju na položaj Kovačevo brdo — Vranja glava — Zmijina glava — Volujnik — Drezga — Lekino brdo. Na pravcima Turjak — Berane i Vrbica — Berane, Nijemci nisu imali uspjeha. Stožer 2. korpusa je noću 20. na 21. srpnja uputio 17. diviziju na Berane, 10. br. 5. divizije prema selu Pračevcu, a 1. br 5. divizije južno od Berana, sa zadatkom da napadnu njemačke snage u prostoru Andrijevice.

## Protunapad partizanskih snaga

###### 21. do 26. srpnja
Sutradan, 21. srpnja, 17. divizija smijenila je 4. br. 2. divizije i zauzela položaj: 15. br. od Gradine do Ivanovog brda, 2. br. prema Kacuberu, od Simovče do Ostožera, 6. br. u području Kaludre. Poslije smjene, 4. br. je 22. srpnja prešla u napad, zauzela Balj i selo Šekular, 23. srpnja izbila na Sjekiricu i ugrozila Nijemcima odstupnicu za Čakor. Dok su 2. i 3. divizija vezivale njemačke snage sjeverno i zapadno od Andrijevice, 17. divizija je s 2. br. zauzela Turjak, a s 6. br. prodrla istočno od Čakora. Za to vrijeme 5. divizija izbila je na greben Sjekirice i s dijelom snaga ovladala Čakorom i Devojačkim kršem, a 4. br. 2. divizije prodrla je do sela Gornje Ržanice. Pod pritiskom 2. i 3. divizije Nijemci su se povukli s Rujišta prema Andrijevici. Daljnjim napadima 2. i 3. brigade sjeverozapadno, i 9. brigade zapadno od Andrijevice, a uz sudjelovanje 5. brigade koja je preko Jerinje glave i Zeletina ugrožavala odstupnicu prema Murinou, što je Nijemci primoralo da napuste Andrijevicu. Pritiskom 2, 3. i 5. divizije, 21. SS divizija, 14. pukovnija 7. SS divizije i borbena grupa Strippel sabijeni su u obruč u prostoru Murinoa. U nastavku borbi, 25. srpnja, okružene njemačke snage pretrpjele su teške gubitke, a 21. SS divizija potpuno je razbijena i zbog pretrpljenih gubitaka kasnije svedena na borbenu grupu Skenderbeg.
Stožer 2. korpusa, ostavivši 5. i 9. brigadu 3. divizije za uništenje preostalih okruženih njemačkih snaga, naredio je da se Operativna grupa divizija prikupi južno od Berana radi izvršenja glavnog zadatka – prodor u Srbiju.

## Završetak vojnih djelovanja
Borbe 5. i 9. brigade s okruženim neprijateljem odužile su se do 1. kolovoza, ali se 14. pukovnija 7. SS divizije probila preko Čakora prema Peću, a dijelovi borbene grupe Strippel i ostaci 21. SS divizije, nakon što su pretrpili velike gubitke, prema Rožaju i albanskoj granici.